# Hof Görzhausen
Koordinaten: 50° 49′ 49,6″ N, 8° 43′ 8,9″ O

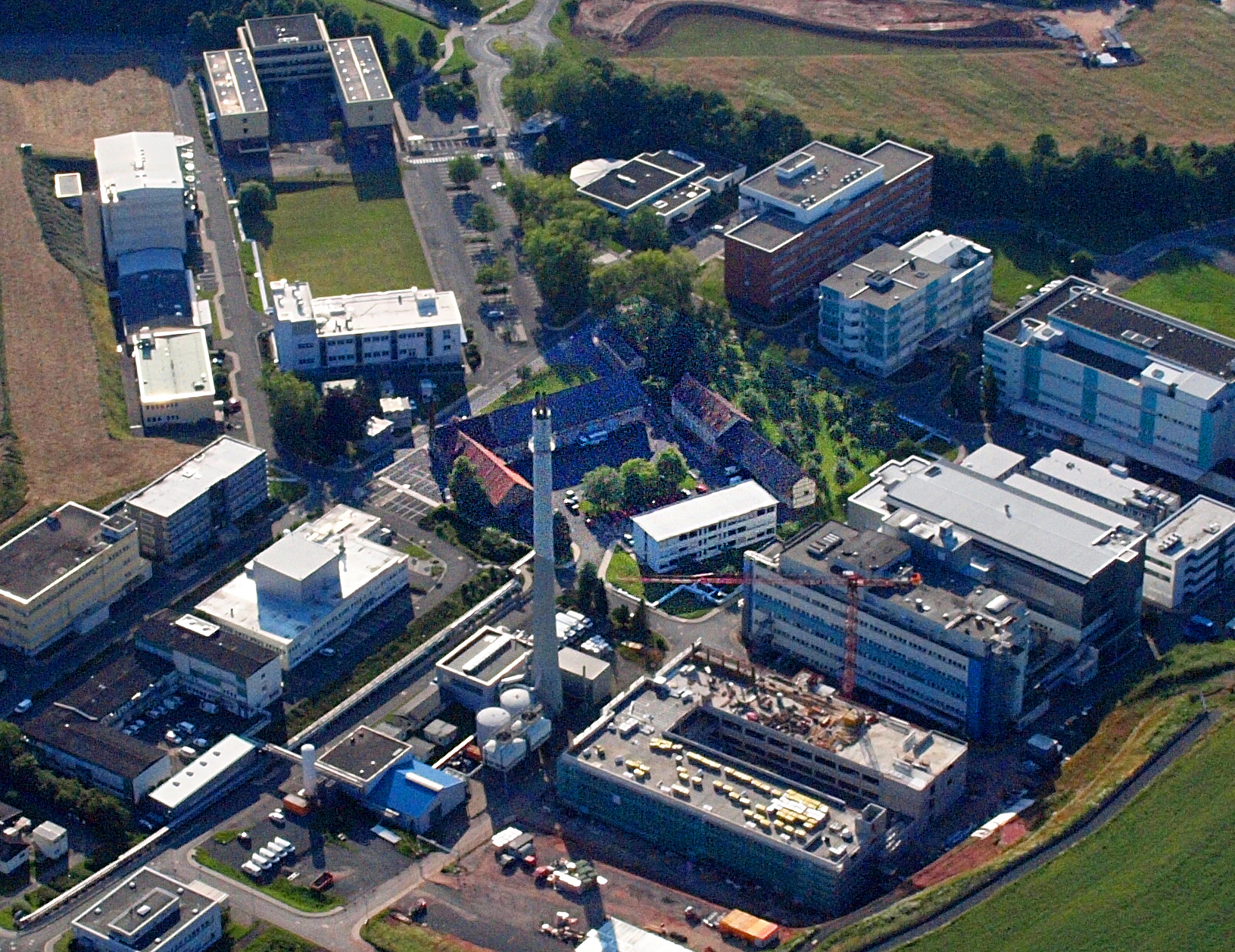
Industriepark Görzhausen (Teilansicht) mit dem ehemaligen Gutshof (Bildmitte)

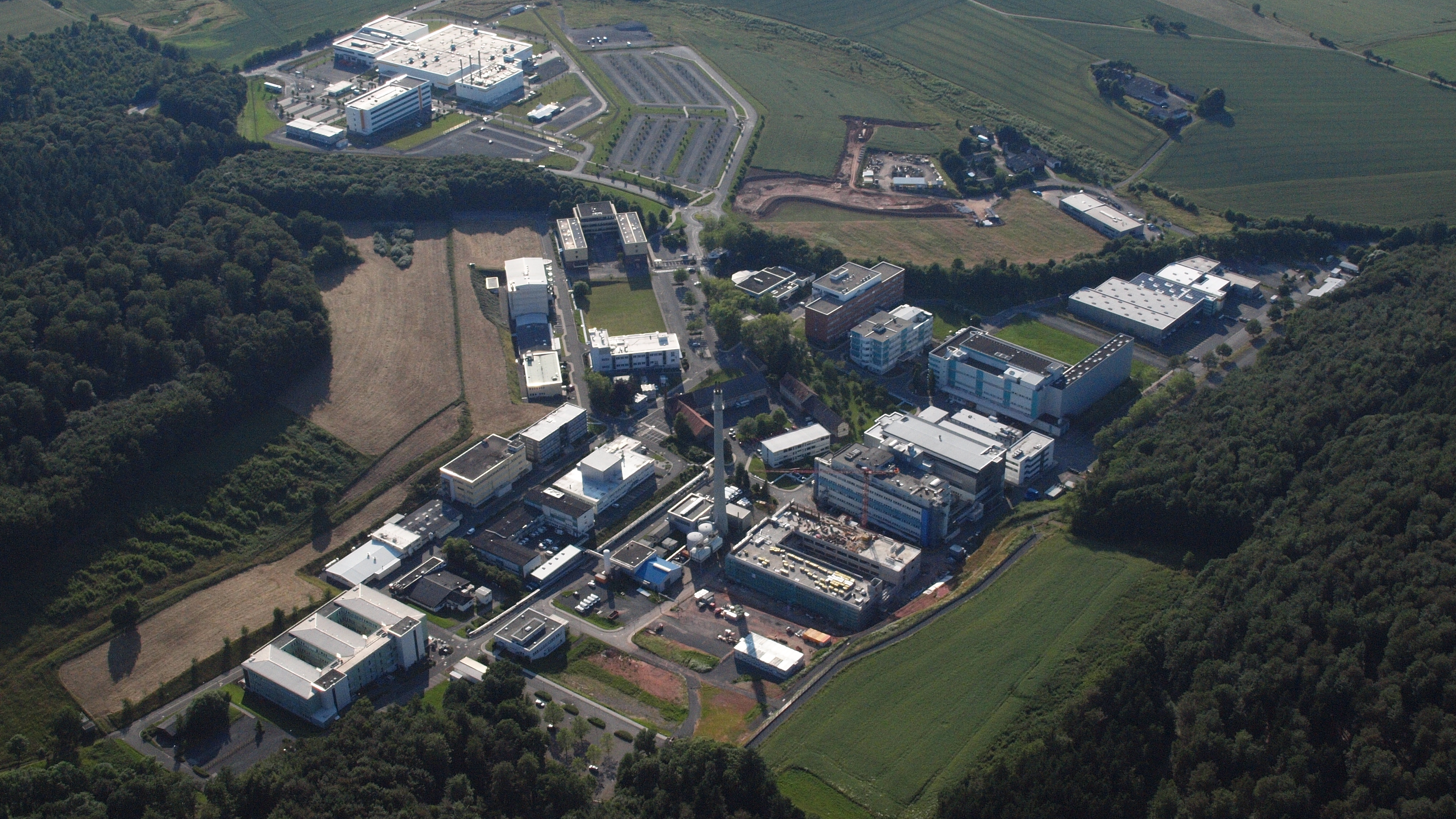
Industriepark Görzhausen I und II

Der Hof Görzhausen oder Görzhäuser Hof oder Görzhausen war ein großer landwirtschaftlicher Gutshof bei Michelbach in Marburg, der bereits seit dem Mittelalter nachweisbar ist. Er gehörte vom 14. Jahrhundert bis 1809 zur Niederlassung des Deutschen Ordens in Marburg. Danach wurde er privat geführt, bevor er 1961 Teil der Behringwerke wurde. Bis in die Gegenwart hat sich um den ursprünglichen Gutshof, dessen jüngste Gebäude noch vorhanden sind, ein großer Industriepark  für Unternehmen der Pharmazeutischen Industrie und Biotechnologie entwickelt, der in Görzhausen I und Görzhausen II aufgeteilt ist.

## Lage
Görzhausen liegt ca. 4,5 km nordwestlich von Marburg am Westrand des Marburger Rückens zur Elnhausen-Michelbacher Senke auf 274 m ü. NN. Das Firmengelände ist bis auf seine Westseite von höher gelegenem Wald umgeben und gehört zur Gemarkung von Michelbach.

## Geschichte bis zum 19. Jahrhundert

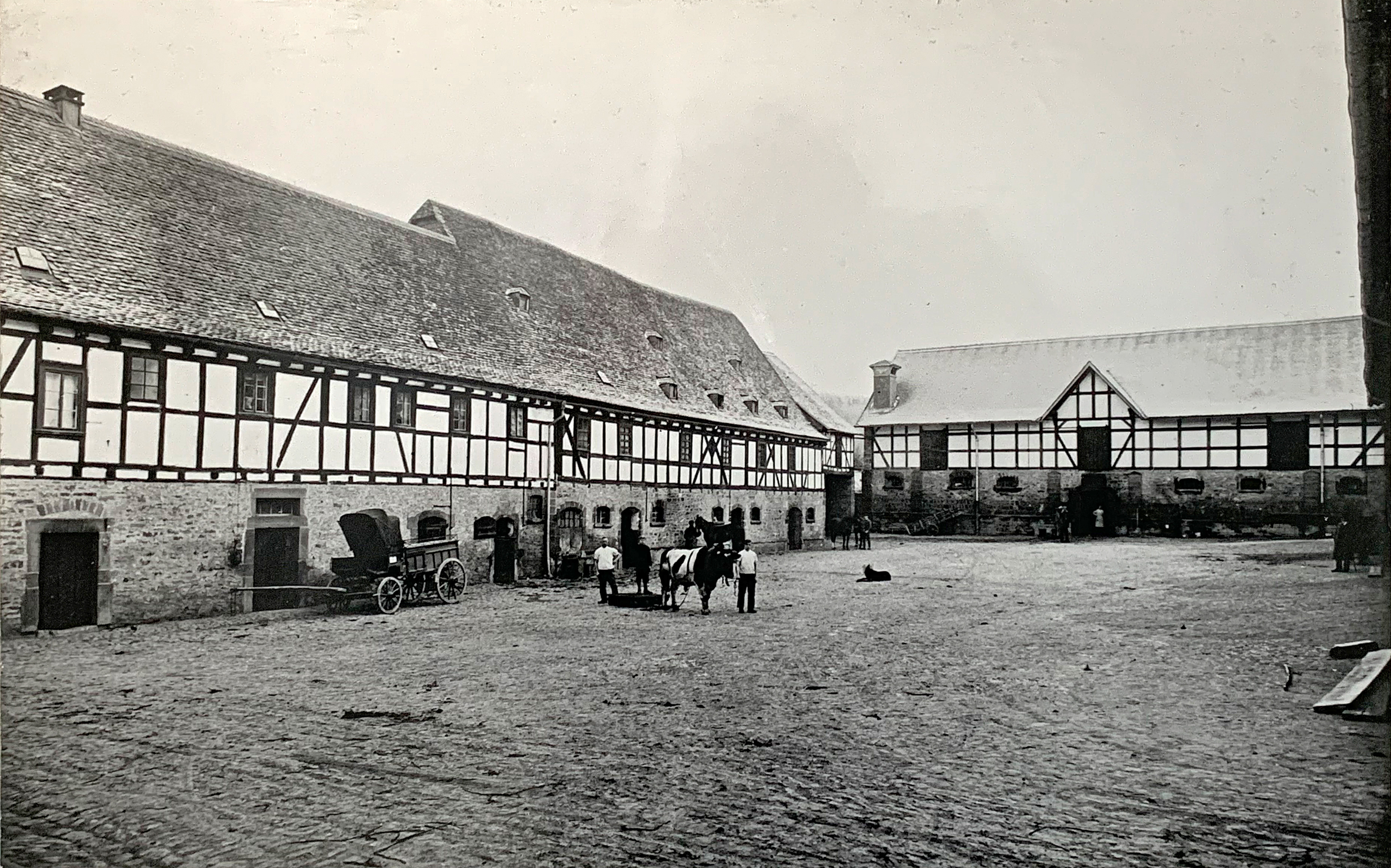
Görzhäuser Hof mit der Hofreite und Stallgebäuden um 1900

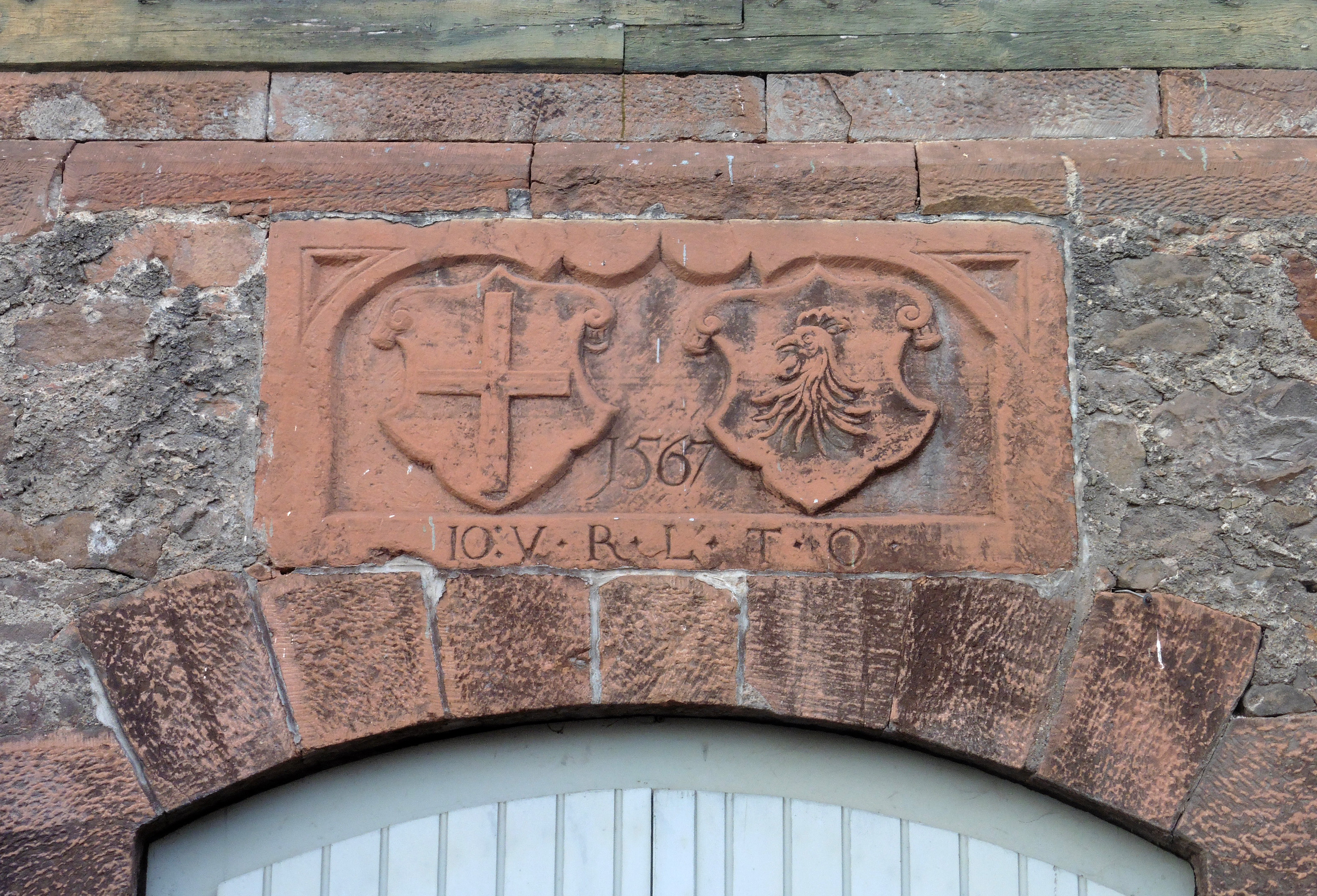
Spolienstein von 1567 am früheren Kuhstall im Görzhäuser Hof

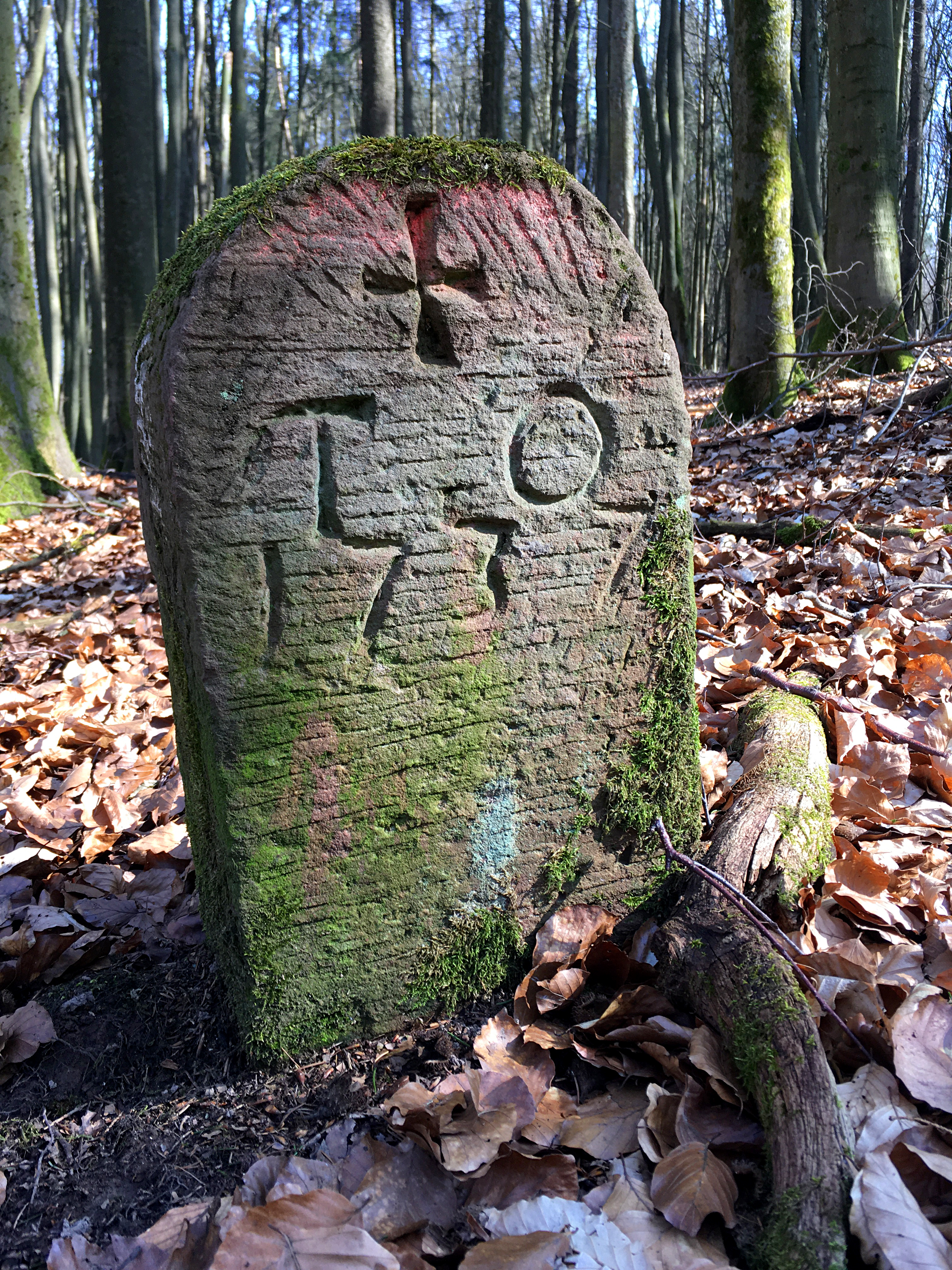
Deutschordensgrenzstein von 1737 im Wald bei Görzhausen

In einer Urkunde aus dem Jahr 1283 wird Michelbach & Gerbrahthusen im Zusammenhang mit Caldern (Kalderen) genannt. In einer Urkunde des Klosters Caldern von 1305 tritt ein Konrad von Gerbrachteshusin als Deutschordensbruder und Zeuge auf. Spätestens um 1360 war der Hof Görzhausen (Gerbrachtshusin) im Besitz des Deutschordenshauses Marburg. Dieses war entstanden, nachdem Papst Gregor IX. auf Ersuchen der Landgrafen von Thüringen dem Deutschen Orden 1234 die Fortführung des von Landgräfin Elisabeth von Thüringen in Marburg gegründeten Hospitals und die Pflege ihres Grabes übertragen hatte. Durch zahlreiche Schenkungen des Adels und Ankauf von Höfen und Land wuchs der Besitz der Landkommende Marburg der Deutschordensballei Hessen bis zum Ende des 14. Jahrhunderts weiter an.
Der Gutshof in Görzhausen war eine von zahlreichen Besitzungen der Landkommende und eine Außenstelle des großen Deutschordenshofes in Marburg. Er wurde nicht verpachtet, sondern in Eigenbau genutzt. Im Mittelalter leitete ein Ordensmitglied den Hof; später ging das Amt des Hofmannes (Verwalter) auf einen Bediensteten über, der oft aus der näheren Umgebung stammte. 1543 verfügte der Hof über ein Torhaus und ein Wohnhaus, beide schiefergedeckt, einen Getreidespeicher mit zwei Böden, eine Scheune, einen Schweinestall, einen Schafstall und ein Backhaus. Der Viehbestand des Hofes umfasste 9 Wagenpferde, 45 Kühe, Rinder und Kälber, 48 Schweine, rund 200 Schafe und Geflügel. Der Hof lieferte Milch, Käse, Eier, Fleisch und Fisch an das Haupthaus. Auch Brot wurde hergestellt. Der Hofmann bewirtschaftete den Hof mit vier Ackerknechten, einer Meierschen und zwei Mägden, mit Sauhirt, Kuhhirt, Schäfer und einem Knaben. 1767 standen auf der großen Hofreite noch Wohnhaus, zwei Scheunen, Stallungen und ein Brunnen. Zum Gutshof gehörten zahlreiche Äcker, Gärten und Wiesen sowie zwei Teiche und der umgebende Ordenswald. Die hier betriebene Landwirtschaft war größer als auf den meisten anderen Höfen des Ordens.
Nach der Auflösung des Deutschen Ordens 1809 kaufte Wilhelm Hoffmann, dessen Familie auch den Deutschordenshof in Marburg bewirtschaftete, den Hof Görzhausen für 3346 Taler. Ein Teil der Gebäude wurde nun abgerissen. An dem um 1870 neu errichteten Rinderstall wurde ein alter Spolienstein von 1567 ins Mauerwerk eingesetzt, der noch heute dort zu sehen ist. Er stammte vermutlich aus dem ehemaligen Torhaus oder Torbogen an der Hofeinfahrt. Dieser Stein zeigt das Wappen des Deutschen Ordens und das des damaligen Landkomturs Johann von Rehen († 1570). Im ehemaligen Ordenswald südlich und östlich des Hofes markieren noch heute zahlreiche Deutschordensgrenzsteine die frühere Gemarkungsgrenze von Görzhausen, die dort die heutige Gemarkungsgrenze zwischen Michelbach und Marbach geworden ist.

## Entwicklung ab dem 20. Jahrhundert
Die Behringwerke haben den Görzhäuser Hof und einen Großteil der dazugehörigen Gebäude, insgesamt 40 ha Ackerland und 90 ha Wald, 1961 erworben und seit 1964 in Eigenbewirtschaftung übernommen. Der Gutshof ist nach dem Kauf instand gesetzt und zu eigenen Zwecken umgebaut worden. Die heute dreiseitige Hofanlage mit den Gebäuden M 2 (ehem. Wohnhaus an der Nordseite), M 5 (ehem. Rinderstall an der Südseite), M 6 (Heizhaus mit hohem Schornstein), M 7 (langgestreckte Stallscheune an der Westseite), M 8 (kleine Scheune am Hofeingang), M 9 (Scheune am Wohnhaus) und M 11 (neuerer Anbau) ist als Gesamtanlage denkmalgeschützt, der ehemalige Rinderstall (M 5) zusätzlich als Einzelkulturdenkmal ausgewiesen. Siehe Liste der Kulturdenkmäler in Michelbach.
Beim Bundeswettbewerb 1977/78 „Industrie im Städtebau“ wurde den Behringwerken für die Bebauung und Begrünung am Görzhäuser Hof sowie für die Farbgestaltung der dortigen Gebäude eine Silberplakette verliehen.
Im Zuge des Umbaus der Hoechst AG wurden die Behringwerke 1997 in verschiedene Einzelfirmen aufgeteilt. Als Standortbetreibergesellschaft wurde die InfraServ GmbH & Co. Marburg KG gegründet, aus der später die Pharmaserv GmbH hervorging. Sie ist Haupteigentümer und Betreiber des Standorts Görzhausen I. Der Standort Görzhausen II, auch „MARS-Campus“ genannt, wird seit 2015 von der Firma GlaxoSmithKline (GSK) betrieben.